# Leucauge thomeensis
Leucauge thomeensis este o specie de păianjeni din genul Leucauge, familia Tetragnathidae, descrisă de Kraus, 1960.
Este endemică în São Tomé. Conform Catalogue of Life specia Leucauge thomeensis nu are subspecii cunoscute.